# Василевщина (Сумский район)
Василевщина (укр. Василівщина) — село,
Степановский поселковый совет,
Сумский район,
Сумская область,
Украина.
Присоединено к пгт Степановка в 1980-х годах.

## Географическое положение
Село Василевщина находится на левом берегу реки Сумка,
выше по течению примыкает к пгт  Степановка.

## История
Село Василевщина существовало с 1930-х до середины 1980-х гг. .
В середине 1980-х гг. село было объединено с посёлком городского типа Степановка.

## Известные люди
- Орловский Израиль Есилевич — мещанин г. Глухова, еврей. В 1826 г. находится в услужении у помещицы Прасковьи Карповой в хут. Торопиловом Сумского уезда.
- Рабштейн Леонтий Яковлевич — мещанин г. Житомира, еврей. В 1826 г. находится в услужении у помещика Дмитрия Хрущева в с. Степановка Сумского уезда.